# Пардубице (окръг)
Окръг Пардубице (на чешки: Okres Pardubice) е един от 4-те окръга на Пардубицкия край на Чехия. Административен център е едноименният град Пардубице. Площта на окръга е 880,09 km2, а населението – 169 836 жители (2016 г.). В окръга има 112 населени места, от които 8 града и едно място без право на самоуправление. Код по LAU-1 – CZ0532.

## География
Окръгът е разположен в северозападната част на края. Граничи с окръзите Хрудим и Усти над Орлици на Пардубицкия край на юг и югоизток; Кутна Хора и Колин от Средночешкия край на запад; Рихнов над Кнежноу и Храдец Кралове от Краловохрадецкия край – на север и североизток.

## Градове и население
Данни за 2009 г.:
| Град           | Население |
| -------------- | --------- |
| Пардубице      | 90 890    |
| Пршелоуч       | 9125      |
| Холице         | 6529      |
| Сеземице       | 3477      |
| Лазне Бохданеч | 3350      |
| Хвалетице      | 3277      |
| Дашице         | 2564      |
| Хорни Йелени   | 1966      |

| Общо            | Жени             | Мъже             |
| --------------- | ---------------- | ---------------- |
| 168 090 (100 %) | 85 087 (50,62 %) | 83 003 (49,38 %) |

Средната гъстота е 191 души на km²; 72,09 % от населението живее в градове.

## Образование
По данни от 2003 г.:
| Вид училище                         | Брой училища |
| ----------------------------------- | ------------ |
| Детски градини                      | 80           |
| Начални училища                     | 54           |
| Гимназии                            | 5            |
| Средни училища и промишлени училища | 14           |
| Средни професионални училища        | 10           |
| Висши професионални училища         | 4            |

## Здравеопазване
По данни от 2003 г.:
| Лекари                                      | 616 |
| Болници                                     | 3   |
| Специализирани заведения за лечение и отдих | 2   |
| Зъболекари                                  | 74  |
| Аптеки                                      | 49  |

## Транспорт
Окръг Пардубице се намира на кръстопътя на главните жп линии Прага – Бърно и Хавличкув Брод – Либерец. През окръга преминава част от магистрала D11, както и първокласните пътища (пътища от клас I) I/2, I/17, I/35, I/36 и I/37. Пътища от клас II в окръга са II/298, II/305, II/322, II/323, II/324, II/327, II/333, II/340, II/342 и II/355.